# Lissodendoryx infrequens
Lissodendoryx infrequens är en svampdjursart som först beskrevs av Carter 1881.  Lissodendoryx infrequens ingår i släktet Lissodendoryx och familjen Coelosphaeridae. Inga underarter finns listade i Catalogue of Life.